# 潘有聲
潘有聲（英語：Poon Yau Sing，1938年7月13日—），香港粵劇文武生，也是活躍於1940年代末期至1980年代初期的香港電影演員。潘有聲的銀幕處男作是《馬騮精大鬧天宮》（1949年，擔任男主角，飾演孫悟空），息影作為《天皇巨星》（1983年，飾演大衞的父親），迄今共參演約13齣電影。
1956年，潘有聲與小生許君漢、花旦芙蓉麗領導金龍劇團到新加坡及馬來亞演出粵劇兩年，搭乘渣華輪船公司的「芝萬宜號」在1958年7月22日下午返抵香港。
1964年5月15日（農曆四月初四、譚公誕）開始，潘有聲以文武生身份參與由譚南主理的雙聲劇團，與小生歐家聲、花旦艷桃紅、二幫花旦李艷筠、丑生少新權、武生賽麒麟在澳門首先演出《六國大封相》，再續演《名枝玉葉》，共演五天。

## 家庭
- 潘有聲在1964年與梨園同行結義為異姓兄弟，組成「七兄弟」，即大哥麥先聲、二哥尤聲普、三哥陳玉郎、四哥雲展鵬、六弟黎家寶及七弟文千歲，潘有聲排行第五。[3]
- 潘有聲的父親潘永輝在1967年9月23日因腦沖血在住所逝世，享齡67歲；1967年9月26日下午1時在九龍殯儀館大殮，靈柩在鑽石山火葬場火化。[3]

## 電影作品
1. 馬騮精大鬧天宮（1949年，擔任男主角，飾演孫悟空）
2. 火燒紅蓮寺（1950年）
3. 紮腳小紅娘（1961年，擔任男主角，飾演張君瑞）
4. 小狀元（1961年，擔任男主角，飾演富戶劉禮元）
5. 孖生小藝人（1962年，飾演凌志揚）
6. 清官斬孝女（1963年，飾演江明）
7. 好仔不如好新抱（1964年，飾演陳威）
8. 千手神拳（1965年）
9. 千手神拳（下集大結局）（1965年）
10. 荒江三女俠（1965年，擔任男主角，飾演駙馬張鎮國將軍）
11. 七公主(下集) (1967) ... 魏霸天
12. 七公主(上集) (1967) ... 魏霸天
13. 七彩封神榜（1967年，飾演傅振傑）
14. 狄青三取珍珠旗（1968年，飾演劉慶）
15. 天皇巨星（1983年，飾演大衞的父親）

## 外部連結
- 潘有聲在香港影庫上的簡介
- 香港電影資料館：潘有聲參演電影的記錄[永久]
- YouTube上的穿著大靠的潘有聲在粵劇《六國大封相》（1981年）的演出片段[]